# Theope publius
Theope publius är en fjärilsart som beskrevs av Felder 1861. Theope publius ingår i släktet Theope och familjen Riodinidae. Inga underarter finns listade i Catalogue of Life.